# كالفين فريزر
كالفين فريزر (بالإنجليزية: Calvin Frazier)‏ هو كاتب أغاني ومغني أمريكي، ولد في 16 فبراير 1915 في أوسيولا في الولايات المتحدة، وتوفي في 23 سبتمبر 1972 في ديترويت في الولايات المتحدة بسبب سرطان.

## وصلات خارجية
- كالفين فريزر على موقع ميوزك برينز (الإنجليزية)
- كالفين فريزر على موقع أول ميوزيك (الإنجليزية)
- كالفين فريزر على موقع ديسكوغز (الإنجليزية)